# Terina circumcincta
Terina circumcincta là một loài bướm đêm trong họ Geometridae.